# إستيريل (كيبك)
إستيريل (بالإنجليزية: Estérel, Quebec)‏ هي بلدية محلية في كيبيك تقع في كندا في Les Pays-d'en-Haut Regional County Municipality.[بحاجة لمصدر]  يقدر عدد سكانها بـ 199 نسمة ومساحتها 16.20 كم2 .